# (100875) 1998 HW84
(100875) 1998 HW84 es un asteroide perteneciente al cinturón de asteroides, región del sistema solar que se encuentra entre las órbitas de Marte y Júpiter, descubierto el 21 de abril de 1998 por el equipo del Lincoln Near-Earth Asteroid Research desde el Laboratorio Lincoln, Socorro, Nuevo México, Estados Unidos.

## Designación y nombre
Designado provisionalmente como 1998 HW84. 

## Características orbitales
1998 HW84 está situado a una distancia media del Sol de 2,361 ua, pudiendo alejarse hasta 2,643 ua y acercarse hasta 2,079 ua. Su excentricidad es 0,119 y la inclinación orbital 5,167 grados. Emplea 1325,23 días en completar una órbita alrededor del Sol.

## Características físicas
La magnitud absoluta de 1998 HW84 es 15,9. 